# Ninon Hesse
Pour les articles homonymes, voir Ausländer (homonymie) et Hesse.
Ninon Hesse, anciennement Ninon Dolbin, née Ninon Ausländer le 18 septembre 1895 à Czernowitz, en Bucovine (à l'époque en Autriche-Hongrie, dans une région devenue par la suite une partie du territoire ukrainien), et morte le 22 septembre 1966 à Montagnola dans le canton suisse du Tessin, est une historienne de l'art et la troisième épouse de l'écrivain Hermann Hesse.

## Biographie
Ninon Ausländer est la fille d'un avocat juif de Tchernivtsi. Elle étudie l'archéologie, l'histoire de l'art et la médecine à Vienne. En 1918, elle épouse l'artiste viennois Benedikt Fred Dolbin, dont elle se sépare en 1920. Le divorce a lieu plus tard, peu de temps avant son mariage avec Hermann Hesse le 14 novembre 1931.
Dès 1910, après avoir lu Peter Camenzind, elle écrit à Hesse mais ne le rencontre qu'en 1922. En 1927, elle vend sa maison de Vienne et s'installe avec lui à la Villa Camuzzi à Montagnola. À partir de 1931, ils vivent à la « Casa Hesse », une maison jumelée dont les deux parties sont reliées et permettent à chacun d'avoir son propre espace de vie. Tout en accompagnant l'œuvre littéraire de son mari, elle poursuit ses travaux en histoire de l'art et effectue des voyages archéologiques à l'étranger, dont certains durent plusieurs mois.
Sa tombe est à côté de celle d'Hermann Hesse, au cimetière à Collina d'Oro.
Sa bibliothèque privée comprenant environ 1500 volumes, se trouve maintenant aux Archives littéraires de Marbach.